# Cheilodactylus zonatus
Cheilodactylus  zonatus — вид окунеподібних риб родини Джакасові (Cheilodactylidae). Це морський, тропічний, бентопелагічний вид, що мешкає на заході Тихого океану біля берегів Японії, Тайваню та Південного Китаю. Тіло завдовжки до 45 см. Живиться дрібними безхребетними; в раціон входять краби, креветки та інші ракоподібні, поліхети, молюски, планктон тощо.